# Ein offenes Fenster
Ein offenes Fenster (Originaltitel La Fenêtre ouverte) ist eine Erzählung von Georges Simenon, in der Kommissar Maigret in der Pariser Geschäftswelt ermittelt. Das zur Reihe der Maigret-Romane und -Erzählungen gehörende Werk entstand im Oktober 1936 in Neuilly-sur-Seine, wurde am 7. und 14. November 1936 in Paris-Soir-Dimanche vorabgedruckt und erschien in Buchform erstmals 1944 in dem Erzählband Les nouvelles enquêtes de Maigret bei Gallimard.
In deutscher Übersetzung wurde die Erzählung erstmals 1965 bei Kiepenheuer und Witsch in der Übersetzung von Hansjürgen Wille und Barbara Klau unter dem Titel Das offene Fenster in dem Band Neues von Maigret veröffentlicht, 1989 bei Diogenes in neuer Übersetzung von Inge Giese 1989 in dem Band Maigret und Stan der Killer.

## Handlung

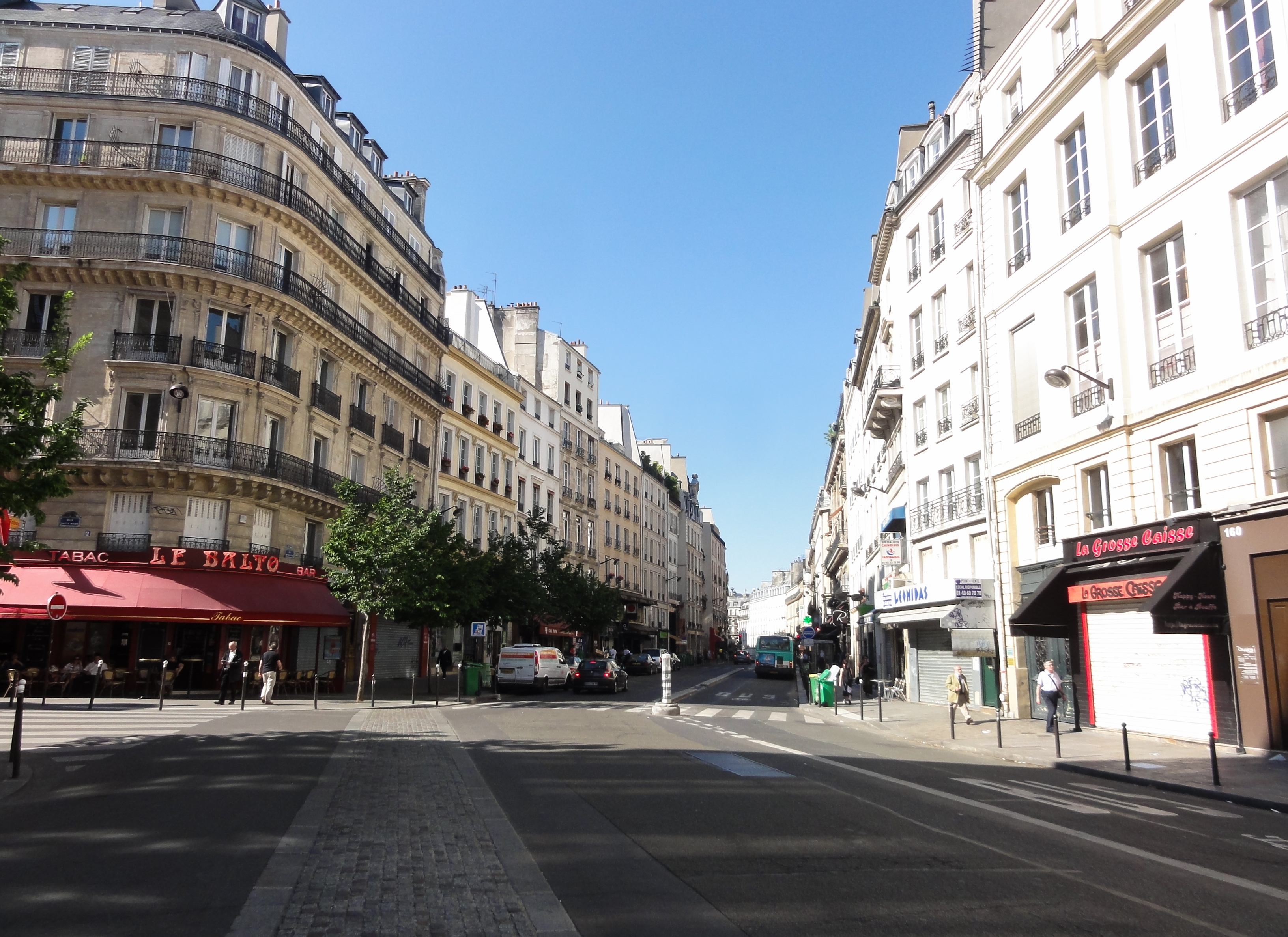
Rue Montmartre in Paris (2012)

Am Abend hat Maigret ein Treffen mit Monsieur Laget, Chef der Firma Le Commerce Français in der Rue Montmartre, direkt an der Kreuzung Rue de Jeûneurs. Als der Kommissar eben eintrifft – es warten schon eine Reihe von Gläubigern im Vorzimmer beim Bürodiener – ereignet sich eine Detonation. Die Firma befand sich im Ziel der Ermittlungen der Pariser Kriminalpolizei, ein Haftbefehl ist ausgestellt worden von der Finanzabteilung der Staatsanwaltschaft. Man wirft Laget vor, ganz gern seine Gläubiger zu verprellen, die ihr einmal investiertes Geld in den seltensten Fällen wiedersehen. Nachdem sie um Punkt vier Uhr einen Knall im Büro hören, stützt Maigret in die Räume und findet Laget tot im Sessel sitzend vor, mit einem Schuss ins Herz. Sein Angestellter Descharneau verrichtete seelenruhig weiter seine Postsortierungen. Bei den Ermittlungen kommt heraus, dass Descharneau seit drei Jahren Lagets Strohmann war; in der Mittagspause, als sein Chef schlief, fesselte ihn Descharneau und fixierte einen Revolver, der Laget schließlich traf.

## Ausgaben
Nach der Erstveröffentlichung 1944 wurde die Erzählung in die Simenon-Werkausgaben Œuvres complètes (Lausanne, Editions Rencontre, 1967–1973) in Band XII, in Tout Simenon (Paris, Presses de la Cité, 1988–1993) in Band 2 und in Tout Simenon (Paris, Omnibus, 2002–2004) in Band 2 aufgenommen. In englischer Sprache erschien sie unter verschiedenen Titeln, 1951 unter Exclusive Witness (in den USA), 1963 unter According to the Altar Boy (in Großbritannien), außerdem unter Crime in the Rue Sainte-Catherine und  The Evidence of the Altar-Boy. In italienischer Sprache erschien die Erzählung 1966 unter La testimonianza del chierichetto.
In deutscher Sprache erschien die Erzählung erstmals 1976 in dem Sammelband Neues von Maigret bei Kiepenheuer & Witsch (Übersetzung: Barbara Klau und Hansjürgen Wille), 1977 gefolgt von einer Buchclubausgabe bei Ex Libris, Zürich. 1989 wurde sie unter leicht verändertem Titel (Ein offenes Fenster) in Maigret und Stan der Killer bei Diogenes (detebe 21741) in der Übersetzung von Inge Giese veröffentlicht, 2009 wurde sie in Sämtliche Maigret-Geschichten aufgenommen.

## Adaptionen
- Maigret et la Fenêtre ouverte – Episode 36 der Fernsehserie Maigret (Regie: Pierre Granier-Deferre), mit Bruno Cremer als Maigret